# Gastronomía de África

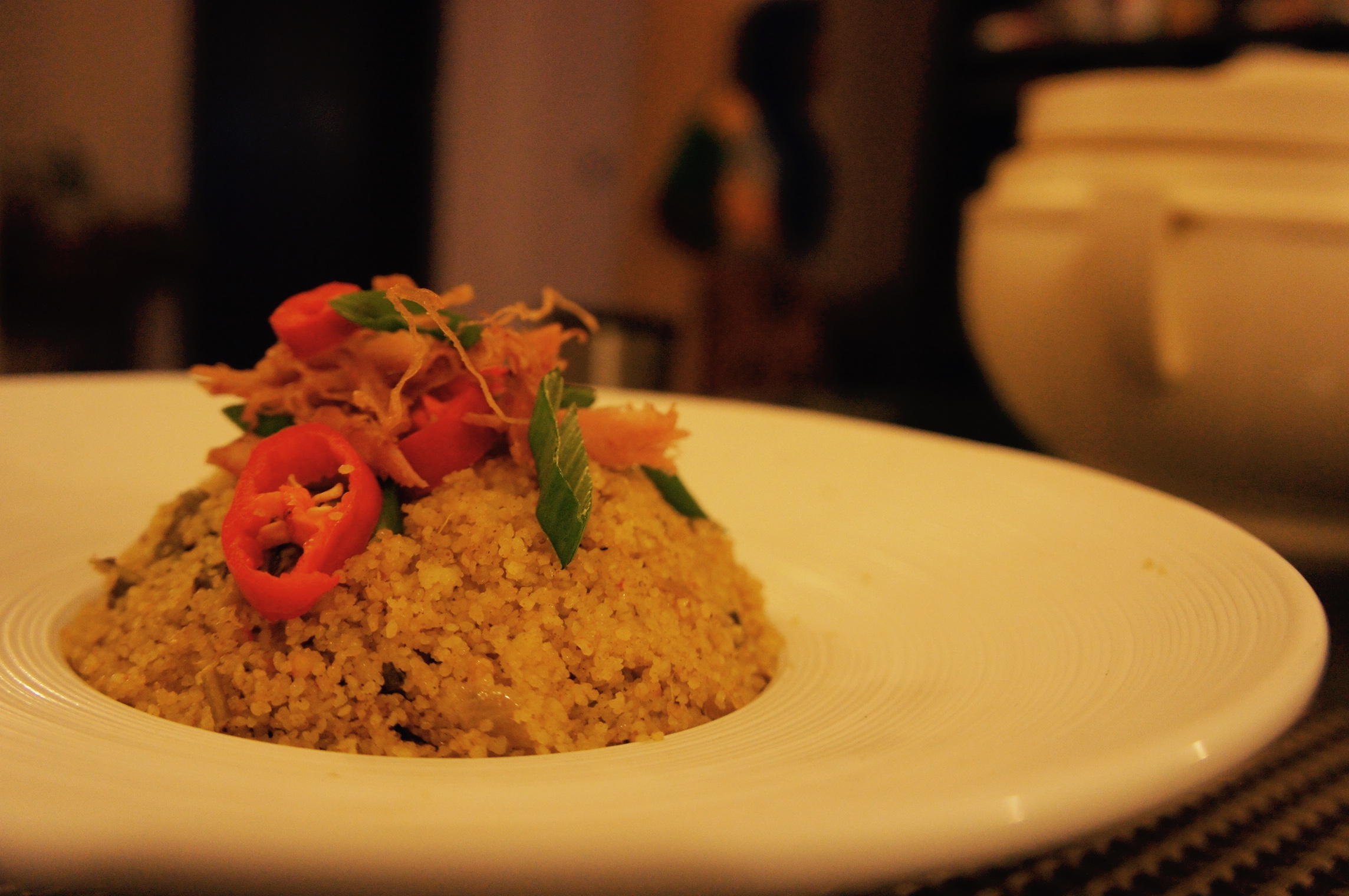
Cocina de Nigeria, Dambu, Digitaria exilis, Hausa people

La gastronomía de África es el conjunto de artes y costumbres culinarias de la gente y etnias que componen el continente africano. El continente de África es el tercero en tamaño de la Tierra y aloja a cientos de tribus, etnias y grupos sociales. Esta diversidad se refleja también en la cocina africana, tanto en las costumbres, como los ingredientes usados o las técnicas de cocina empleadas. Tiene influencias al norte de la cocina mediterránea (forma parte importante con la cocina magrebí) y como al noroeste de las cocinas árabes y turcas. 
Por regla general la principal comida de los africanos consiste en una mezcla de verduras, legumbres y en algunas ocasiones carne. En el terreno de las carnes es muy popular la ingesta de Bushmeat (en francés: viande de brousse), término que denomina la carne, empleada como alimento de cualquier animal silvestre terrestre. La caza es uno de los elementos más característicos. La carne de vaca, la de oveja y cabra son demasiado cara para los habitantes de África en general, es por esta razón por la que se reserva para los días festivos. Por el contrario el pescado es abundante en las zonas costeras. 
La combinación de diversos alimentos se suele denominar estofado, sopa o salsa dependiendo de la región. La mezcla de alimentos se suele servir en una especie de porridge o puré elaborado con raíces de plantas tales como la cassava o de cereales como el maíz, mijo o incluso arroz. Las variaciones regionales se ven reflejadas en la composición de una comida.

## Distribución de la gastronomía

### Composición por Regiones
- África del Norte. Que se compone en gran parte de la Gastronomía del Magreb.
- África Occidental. Que se compone de la Gastronomía de África Occidental.
- África Central. Que se compone de la Gastronomía de África Central.
- África Oriental. Que se compone de la Gastronomía de África Oriental.
- África Austral. Que se compone de la Gastronomía de África austral.

### Composición por Etnias
- Bereber -Gastronomía bereber
- Zulú - Gastronomía zulú

## Influencias
La cocina africana ha influenciado notablemente algunas zonas del planeta debido en parte a la comercialización y desplazamiento de grandes masas de esclavos a las diferentes zonas de América, de esta forma se tiene la cocina puertorriqueña, así como la Caribe en general. Es parte de la de Brasil, Colombia, así como la Gastronomía del sur de Estados Unidos.